# Lumière collimatée

Dans l'image du bas, la lumière a été collimatée.

Une lumière collimatée est une lumière dont les rayons sont quasiment parallèles et se déploient lentement quand ils se propagent. Le mot est relatif à « colinéaire » et implique une lumière qui ne se disperse pas avec la distance (idéalement), ou qui sera très peu dispersée (dans la réalité). Un faisceau parfaitement collimaté, sans divergence, ne peut pas être créé à cause du principe de diffraction, mais la lumière ne peut qu'être approximativement collimatée par certains processus, par exemple au moyen d'un collimateur. On dit parfois de la lumière collimatée qu'elle est « portée à l'infini ». C'est ainsi que, lorsque la distance augmente à partir d'une source ponctuelle, le front d'onde sphérique devient plus plat et plus proche des ondes planes qui sont parfaitement collimatées.

## Étymologie
Le mot « collimaté » vient du verbe latin collimare, qui est une erreur de lecture de collineare, « dirigés en ligne droite ».